# Karel Havlíček Borovský

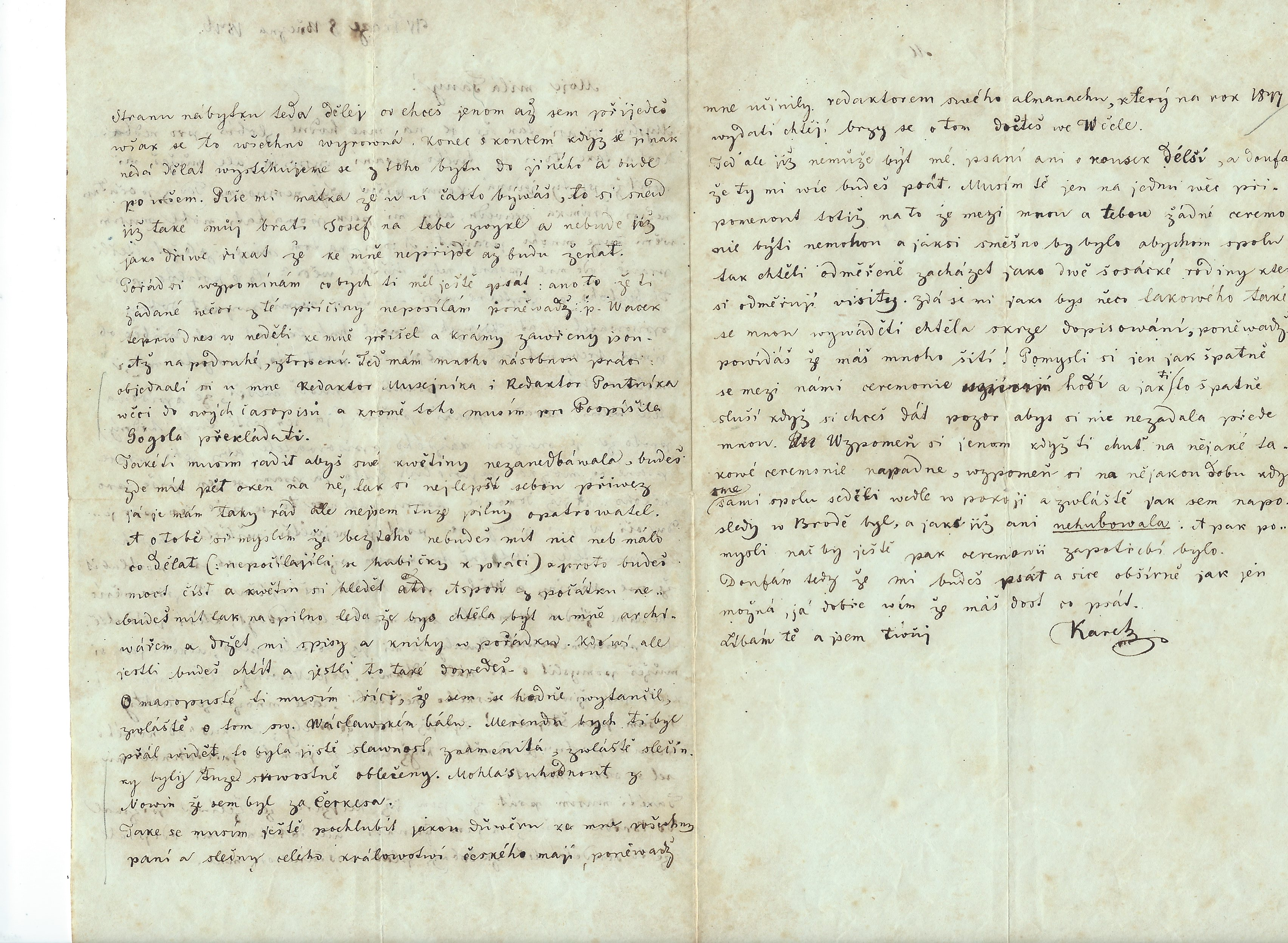
Vlastnoruční dopis Havlíčka adresovaný Fany Weidenhofferové

Karel Havlíček Borovský, vlastním jménem Karel Havlíček (31. října 1821 Borová u Přibyslavi – 29. července 1856 Praha), byl český vlastenec, novinář, spisovatel, básník a politik. Je považován za zakladatele české žurnalistiky, satiry a literární kritiky. Literárně bývá řazen do realismu, politicky pak patří k druhé generaci národních buditelů. Přídomek „Borovský“, kterým často podepisoval své články, je odvozen od jeho místa narození (Borová).

## Život

### Mládí a studia

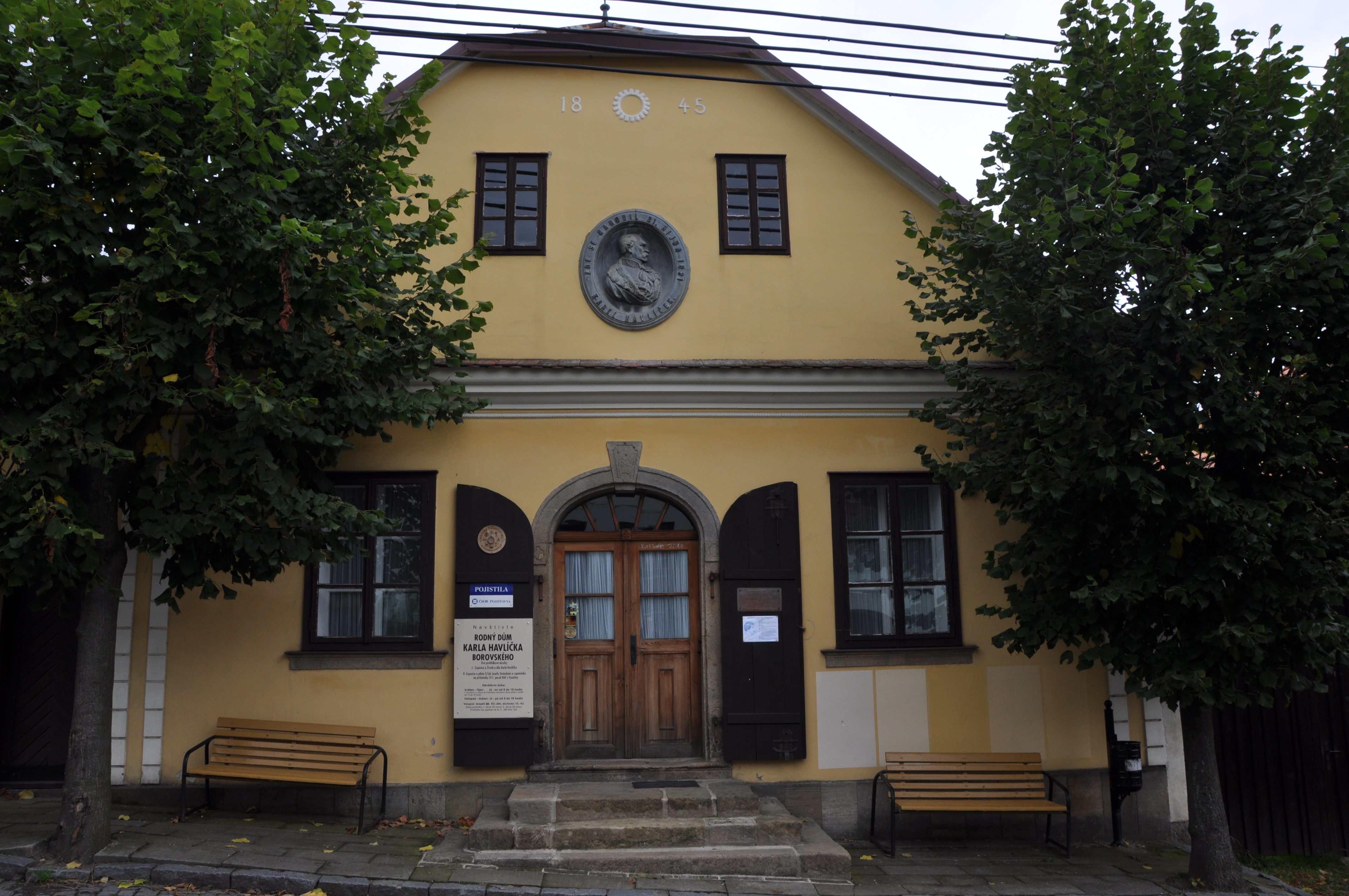
Rodný dům v Borové

Karel Havlíček byl synem kupce Matěje Havlíčka a Josefíny Dvořákové, dcery sládka Jana Dvořáka z Horní Cerekve. Ta v mládí bydlela v Počátkách. Pokřtěn byl jako Karel Boromejský Oldřich. V dětství žil ve vesnici Borová na Vysočině a v Německém Brodě, kam se rodina v roce 1830 přestěhovala. Jeho otec měl zde na náměstí živnost (dnes je v tomto domě muzeum se stálou expozicí věnovanou životu a dílu Karla Havlíčka Borovského). V devíti letech odešel na rok do Jihlavy. Od roku 1833 studoval v Německém Brodě gymnázium. V roce 1838 gymnázium dokončil. Od toho samého roku studoval filosofii v Praze. Osobní zbožnost a také touha po tom, aby mohl působit na výchovu českého lidu, vedly 19letého Havlíčka k vstupu do pražského kněžského semináře. Nelíbily se mu však poměry, které zde panovaly – kněžstvo bylo vychováno v konzervatismu a také v duchu protinárodním. Zejména pro svůj příklon k ruštině, v níž byla viděna schizmatická východní ortodoxie, byl 9. září 1841 ze semináře vyloučen (strávil tam tedy od října 1840 dohromady necelý rok; v jeho hodnocení mu jistě nepřidaly ani jeho epigramy a žertíky, stejně jako slabý prospěch). Stal se až do konce života nekompromisním kritikem římskokatolické církve. Vystupoval rovněž proti celibátu, který byl dle jeho názoru proti přírodě a lidské přirozenosti.

### Pobyt v Rusku
Zprvu byl vlivem Jána Kollára a dalších přátel zastáncem rusofilství a všeslovanské vzájemnosti. Svůj názor výrazně korigoval po ročním pobytu v carském Rusku, kde působil jako vychovatel u významného profesora. Již roku 1844 se vrátil s přesvědčením, že slovanská vzájemnost je zcela nereálná. Po návratu z Ruska vychází jeho první tištěné dílo v příloze Pražských novin – Obrazy z Rus.

### Počátky novinářské dráhy
Roku 1846 se stal na doporučení Františka Palackého redaktorem Pražských novin. Psal také do satirické přílohy časopisu Česká včela s názvem Žihadlo. Roku 1845 se proslavil ostrou kritikou nového Tylova románu Poslední Čech.

### Rodinný život
První vážnou známostí Karla Havlíčka byla jeho snoubenka Františka (Fany) Weidenhoffrová (1821–1878), později provdaná Judmanová. Její zámožní němečtí rodiče měli v Německém Brodu obchod se střižním zbožím. Vztah se začal rozvíjet po Havlíčkově návratu z Ruska roku 1844. Zachovala se řada dopisů, které si snoubenci vyměňovali poté, co Havlíček na jaře 1845 odešel do Prahy, v roce 1846 stanovoval (a odkládal) datum svatby. Ke svatbě však nedošlo.
Manželka Karla Havlíčka Borovského Julie, rozená Sýkorová (16. dubna 1826 Svojšice – 16. dubna 1855 Praha), byla dcerou hraběcího lesního. S Havlíčkem se seznámila v módním salonu matky jeho přítele, který Karel navštěvoval a kde Julie pracovala. Svatba se konala 4. března 1848 v Praze. Zemřela na tuberkulózu v době, kdy byl Havlíček ještě internován v Brixenu.
Jediná dcera Karla a Julie Havlíčkových Zdeňka Havlíčková (1848–1872) zemřela na tuberkulózu jako její rodiče.

### Revoluční rok 1848

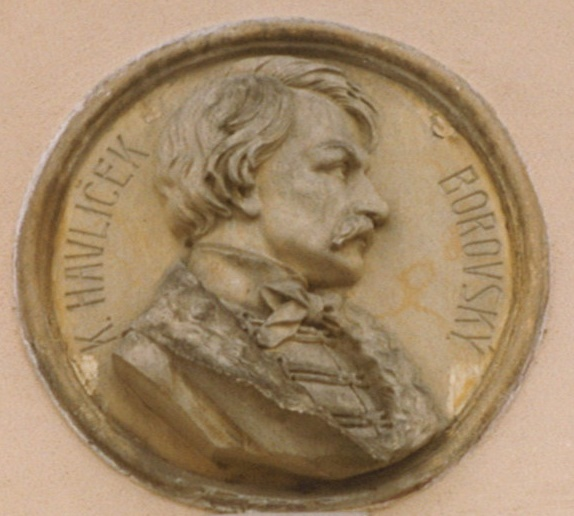
Pamětní deska na domě v Kroměříži, kde bydlel v době konání sněmu v roce 1848

V revolučním roce 1848 odešel z Pražských novin a za finanční pomoci šlechtice Vojtěcha Deyma založil vlastní Národní noviny, které dosáhly velké popularity. Národní noviny byly první česky psaný deník v českých zemích. Ačkoli byl Havlíček jedním z největších zastánců české národní myšlenky, formu revoluce spíše odsuzoval. Byl si vědom slabé síly Čechů a případných následků, které mohly vrátit politiku o řadu let zpět. Obě tyto obavy se následným vývojem potvrdily.
Podílel se na organizaci Slovanského sjezdu, navštívil Polsko a Chorvatsko, aby přesvědčil tamní spisovatele k účasti na sjezdu.
Byl členem Národního výboru. Roku 1848 po potlačení povstání v Praze byl poprvé zatčen a několik dnů vězněn. Z důvodu získané imunity jej vojenští správci Prahy propustili. V této době byl totiž ve volbách roku 1848 zvolen do rakouského ústavodárného Říšského sněmu. Zastupoval volební obvod Humpolec v Čechách. Uvádí se jako redaktor. V Národním výboru byl poměrně aktivní, ve Vídni na Říšském sněmu však působil více jako novinář než jako poslanec. V prosinci 1848 na svůj poslanecký mandát rezignoval.

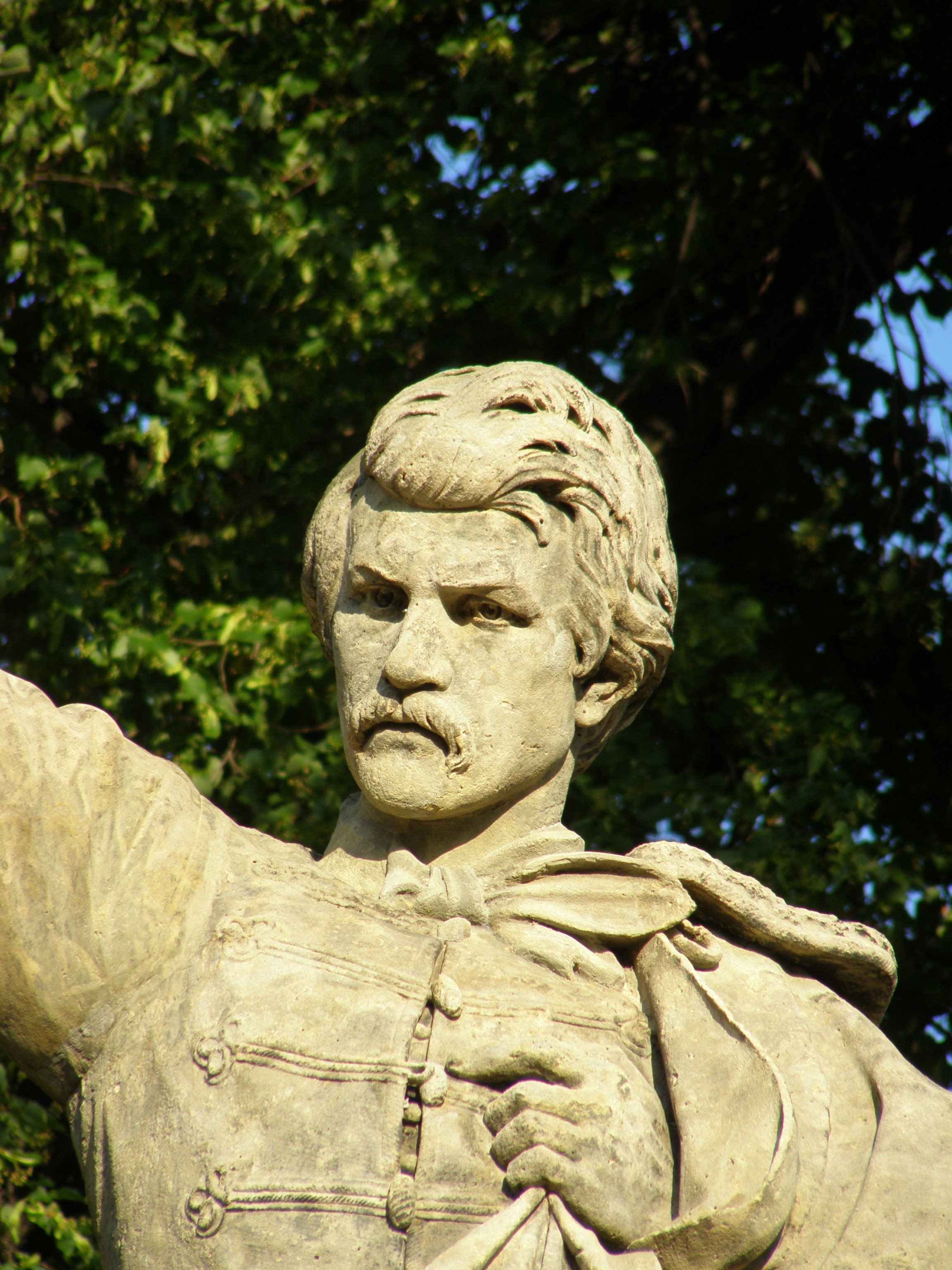
Pomník Havlíčka v Kutné Hoře

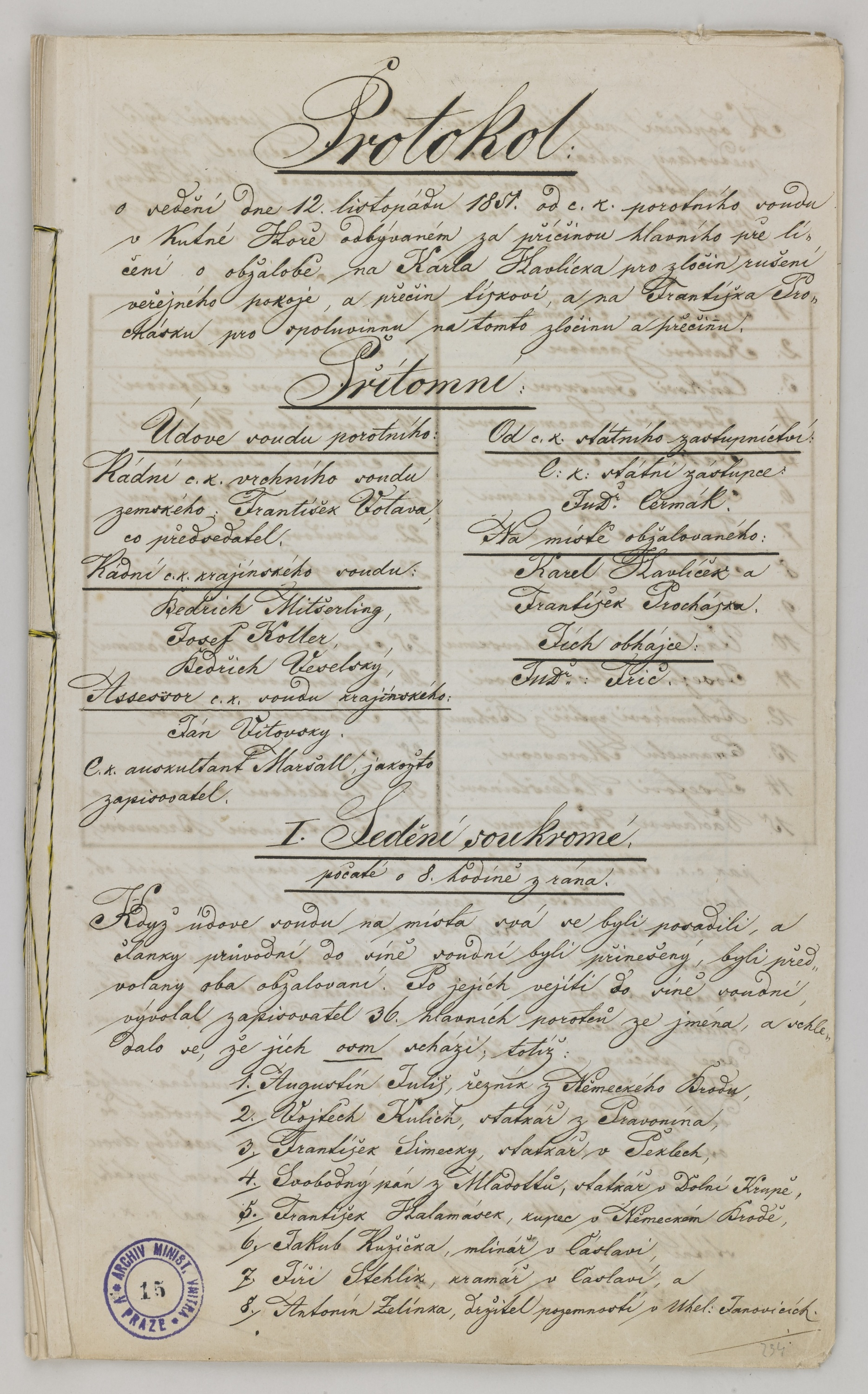
Protokol k tiskovému procesu s Karlem Havlíčkem Borovským, Kutná Hora, 1851 (SOA Praha)

Havlíček nadále vystupoval velmi ostře proti vládě. V důsledku zavedení kaucí na politická periodika byl nucen přestat vydávat satirickou přílohu Národních novin nazvanou Šotek. Po vyhlášení výjimečného stavu nad Prahou a okolím v důsledku tzv. májového spiknutí pražské vojenské velitelství v červnu 1849 Národní noviny zakázalo. Další vydávání bylo povoleno za Havlíčkův příslib, že se zdrží zásadní kritiky březnové oktrojované ústavy. Pro pokračující kritiku vládní politiky byly Národní noviny v lednu 1850 pražským vojenským velitelstvím zakázány. Havlíček hledal místo, kde by mohl pokračovat ve své žurnalistické činnosti mimo oblast výjimečného stavu. Usadil se v Kutné Hoře, kde založil časopis Slovan, který vycházel dvakrát týdně. Úřední orgány se však snažily jeho dosah komplikovat, redaktor byl sledován, podrobován domovním prohlídkám, několik čísel Slovana bylo zkonfiskováno a s Havlíčkem byly vedeny soudní procesy pro porušení tiskového zákona, což Havlíček ve Slovanu s osobitým humorem komentoval. Vládní strana se jej neúspěšně snažila přimět k loajalitě. V reakci na činnost opozičních žurnalistů bylo v létě 1851 vydáno opatření, na jehož základě bylo možné zakázat vydávání protivládních periodik, pokud obdrží dvě úřední výstrahy. Poté, co byly Slovanu tyto výstrahy uděleny, Havlíček sám v srpnu jeho vydávání zastavil. Žurnalistickou práci přerušil, nechtěl se však literární činnosti a veřejného působení zcela vzdát. Plánoval vydávat neperiodické publikace (na ty se nevztahovaly tak přísné zákony jako na noviny a časopisy); aby byl hmotně zabezpečen, chtěl si najmout a spravovat nějaký dvůr (pomýšlel při tom na pronájem dvoru na panství Chotkově, Valdštejnů nebo Sylva Tarouců). Na radu Františka Palackého vydal knižně soubory svých článků Duch Národních novin a Epištoly kutnohorské. Prodej Epištol byl policií zakázán, ale část výtisků se podařilo distribuovat před jejich konfiskací. V listopadu 1851 byl Havlíček postaven před kutnohorský porotní soud a obžalován, že publikací několika článků v časopisu Slovan chtěl vyvolat neposlušnost a odpor k vládě. Soudní porota ho ale i na základě jeho brilantní obhajoby 12. listopadu 1851 jednohlasně osvobodila. Soudní spisy tohoto procesu jsou uloženy ve Státním oblastním archivu v Praze, v oddělení fondů veřejné správy.

### Konfinace v Brixenu

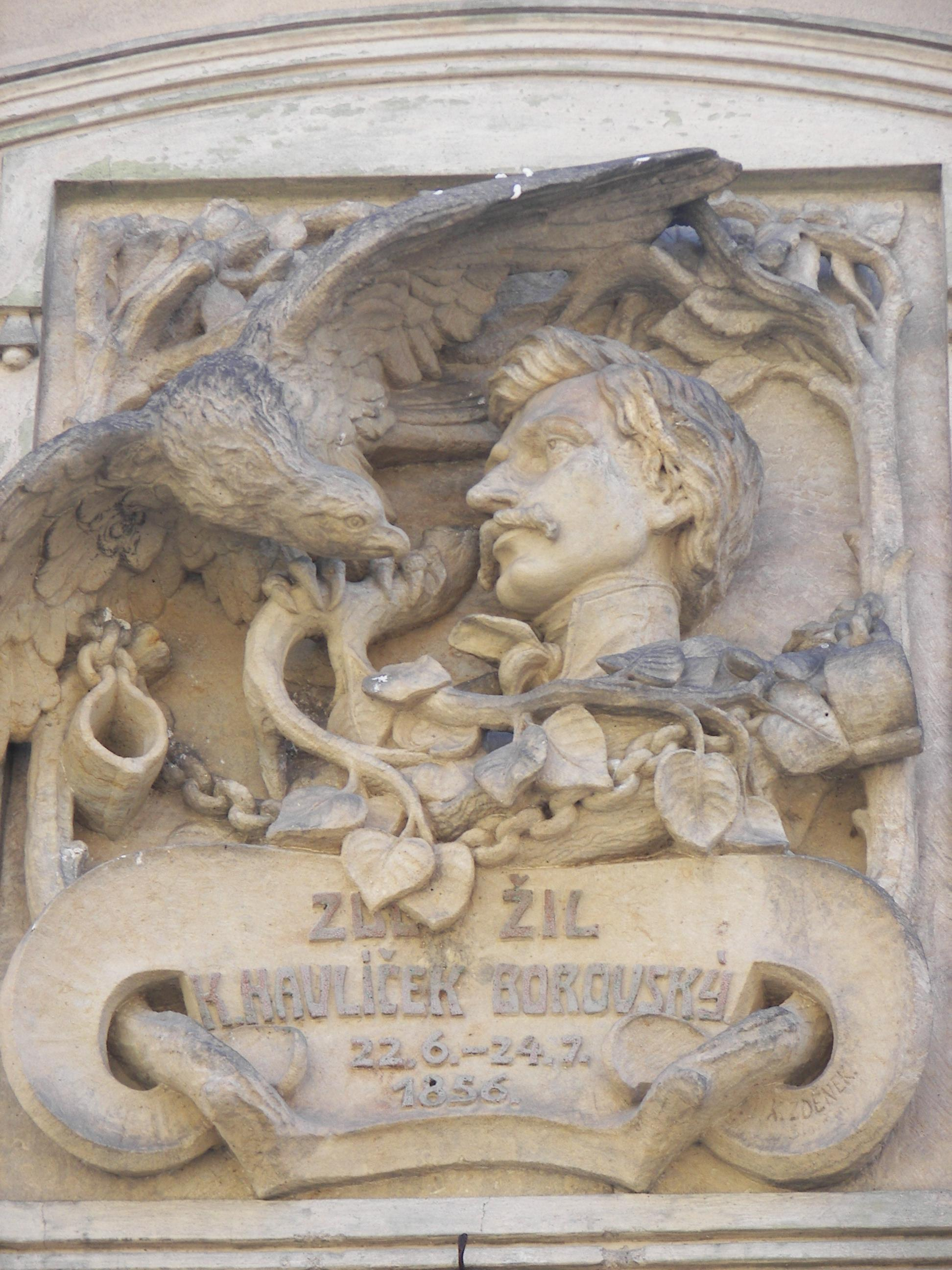
Reliéf na lázeňské vile ve Šternberku, kde se Karel Havlíček Borovský léčil.

Z Kutné Hory se Havlíčkovi vrátili do domu na náměstí Německého Brodu. Havlíček žil spíše v ústraní a společensky se neangažoval. Těšil se na práci v hospodářství, které mu nalezl jeho bratr František. Zejména vojenské kruhy naléhaly na to, aby byl Havlíček deportován mimo Čechy. Zemský vojenský velitel Čech hrabě Eduard Clam-Gallas uvedl, že „je co nejpevněji přesvědčen, že Havlíček patří toho času k politicky nejnebezpečnějším hlavám celého mocnářství, a vláda by si v něm jen soustavně vychovávala druhého, snad ještě horšího českého Kossutha, kdyby nemohla proti němu užíti vážnějších a přísnějších opatření“. Na začátku prosince 1851 přinesl ministr Alexander Bach císaři Františku Josefovi I. doporučení deportovat Havlíčka do Salcburku. Císař však pobyt v tomto významném městě zřejmě nepovažoval za dostatečné opatření a zvolil odlehlý Brixen v tehdejším jižním Tyrolsku.

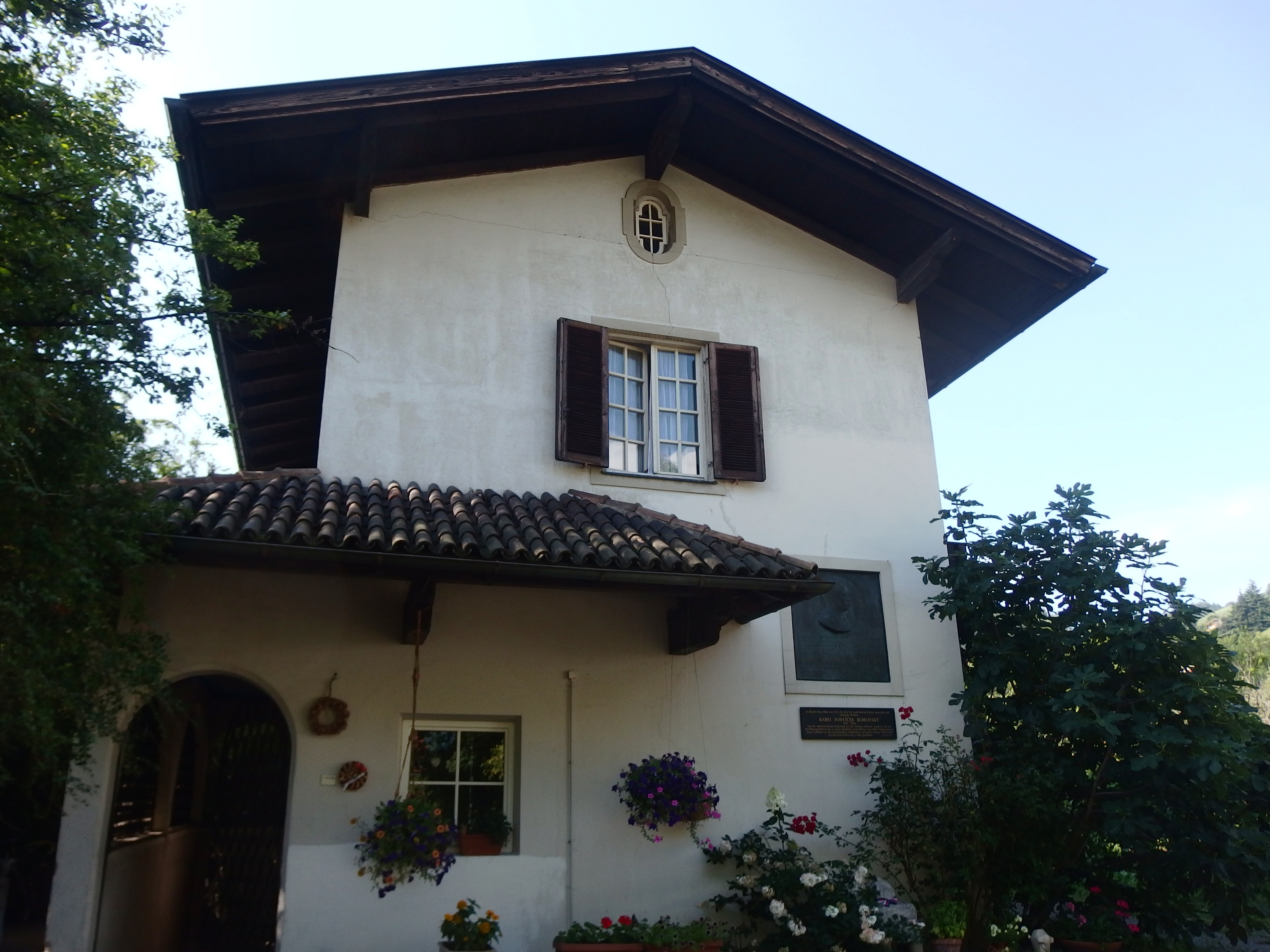
Havlíčkův dům v Brixenu

Dne 16. prosince 1851 kolem třetí hodiny ranní vstoupil do Havlíčkova bytu policejní komisař Franz Dedera s dvěma strážníky (akci dozoroval i brodský okresní hejtman Ferdinand Voith, jenž se s Havlíčkem znal) a vyzval jej, aby ho následoval. V doprovodu dalších tří strážníků byl spěšným dostavníkem dopraven do tyrolského Brixenu. Cesta přes zasněžené Alpy byla velmi náročná. V Brixenu byl Havlíček zpočátku ubytován v hotelu Zum Elephanten (U slona, nebo U slonů), kde se rychle seznámil s dalšími vyhnanci – s Johannem Aloisem Schallhammerem, účastníkem revoluce roku 1848, a důstojníkem Rudolfem Hebrem, jenž se zde ocitl kvůli dluhům.
V roce 1852 za Havlíčkem přijela jeho manželka Julie s dcerou Zdeňkou. Cestovní náklady ve výši 150 zlatých zaplatilo policejní ředitelství. Havlíček dostával od rakouského ministerstva vnitra v měsíčních splátkách 400, po urgenci 500 zlatých ročně, což odpovídalo platu vyššího státního úředníka. Zhruba stejně velkou částku ale Havlíček musel vynakládat z vlastních úspor, jak si stěžoval v dopise Adolfu Maria Pinkasovi: „jest zde draho, že se 400 zl. ani já sám v mých okolnostech zde vyjíti nemohu, a se svou rodinou bych zde při vší šetrnosti nejméně 1000 zl. stř. ročně potřeboval.“ Havlíčkova rodina si v Brixenu pronajala domek se zahradním altánem, jídlo si nechali nosit z hotelu U Slona. Havlíček byl ovšem pod stálým policejním dozorem a byla sledována veškerá jeho korespondence. V roce 1854 se manželka Julie s dcerou vydaly zpět do Prahy. Julii se totiž zhoršila její tuberkulóza a vedle toho si rodiče přáli, aby Zdeňka chodila do školy v Čechách.
Teprve poté, co Havlíček podepsal protokol, jímž se zavázal nepokračovat ve veřejných aktivitách, byl po téměř čtyřech letech úředně nařízeného nuceného pobytu (konfinace) i on propuštěn zpět do Čech. Do Prahy přijel 15. května 1855. Cestou se dozvěděl smutnou zprávu, že jeho manželka Julie před měsícem, 16. dubna 1855, zemřela na tuberkulózu. Tato nemoc byla brzy po návratu zjištěna i u Havlíčka a nakažena byla i jejich dcera Zdeňka. Po návratu z vyhnanství se Havlíček ocitl bez práce a bez finančních prostředků. Většinu svých peněz totiž půjčil švagrovi, který je investoval do své pokrývačské firmy. Jelikož měl Havlíček zakázaný pobyt v Praze, žil v Německém Brodě u matky a dceru nechal u své švagrové. Měl v plánu přijet si pro ni, až získá nové stálé místo.

### Nemoc a smrt
Karel Havlíček Borovský měl úředně zakázáno opouštět Německý Brod. Na každou cestu musel žádat o povolení. Zapovězenou měl především Prahu, kam se snažil přestěhovat především proto, aby byl blíže dceři. Pobyt v Praze byl Havlíčkovi povolen až poté, co byla zjištěna jeho nevyléčitelná nemoc. Roku 1856 si začal stěžovat na stálou únavu a kašel. 18. června 1856 dostal chrlení krve a poté doktoři rozhodli o jeho pobytu ve Šternberku u Smečna na Kladensku, kde se léčil u místních lázeňských pramenů. 24. července 1856 Havlíček požil větší množství prášků na spaní. Druhý den dorazil spěšným kočárem doktor Josef Podlipský a odvezl pacienta do Prahy. O pět dní později Havlíček zemřel v bytě svého švagra Františka Jaroše ve věku 34 let, na stejné posteli jako o rok dříve jeho žena Julie.

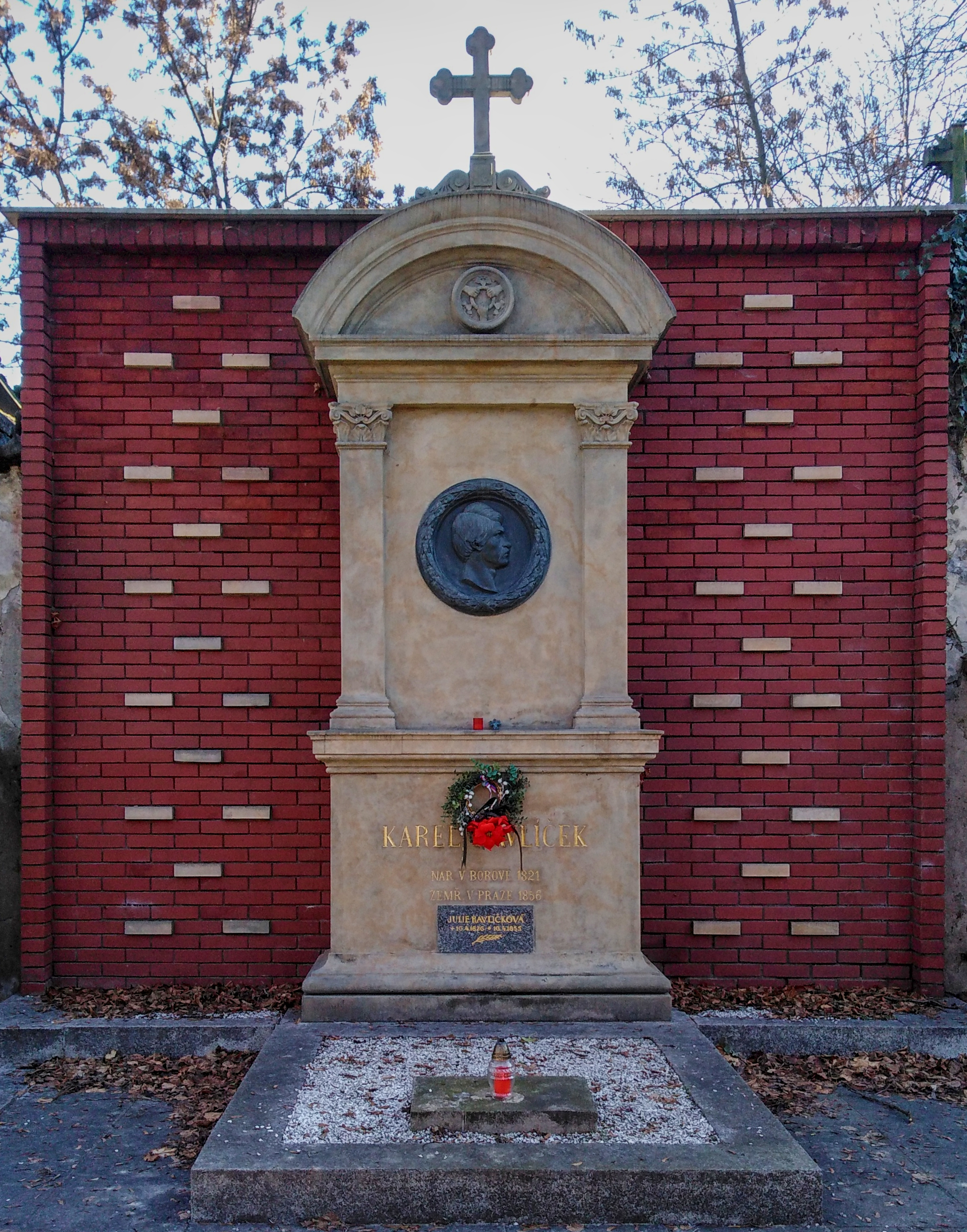
Havlíčkův hrob, Olšanský hřbitov č. II/10/68

Pohřeb zorganizoval sládek Ferdinand Fingerhut-Náprstek, bratr Vojty Náprstka, a pořadatelství se ujal Josef Němec, manžel Boženy Němcové, spolu s Josefem Václavem Fričem. Pohřbu se zúčastnilo velké množství lidí a policie jmenovitě zaznamenala přítomnost např. Františka Palackého, Františka Ladislava Riegra, Václava Hanky nebo Karla Jaromíra Erbena. Josef Němec byl po pohřbu následně za svou aktivitu odsouzen k osmi dnům vězení.
Tradovalo se, že na pohřbu osobně položila Božena Němcová na Havlíčkovu rakev trnovou korunu jako symbol mučednictví. Vladimír Macura označil tuto verzi za legendu a doložil rozborem dobových dokumentů, že anonymně objednala „korunu na víko, z listů bobkové višně, a půlvěnec na čelo z vavřínu“, které Ferdinand Náprstek financoval a do rakve a na její víko umístil. Josef Ladislav Turnovský, který se pohřbu osobně zúčastnil, napsal (str. 263, citace): „O věnec vavřínový, kterým byla Božena Němcová rakev Havlíčkovu ozdobila, rozdělili se nejbližší účastníci pohřbu, vzavše si po lístku na památku.“
Před Havlíčkovou smrtí se mu lidé vyhýbali a jeho veřejnou činnost odsuzovali i v tisku. Po své smrti se stal, slovy historika Jiřího Raka, „předmětem sentimentálního kultu, proti kterému celý život vystupoval“. Havlíček je pohřben v Praze na Olšanských hřbitovech. Jeho matka Josefína Havlíčková ho přežila a zemřela v Německém Brodě 1. července 1884 ve věku 93 let. Havlíčkova dcera Zdeňka, přezdívaná po jeho smrti „dcera národa“, navzdory finanční podpoře českých vlastenců zemřela roku 1872 ve věku 23 let na tuberkulózu.

## Dílo

### Žurnalistika
Karel Havlíček se podílel na vzniku české žurnalistiky a někdy je považován i za jejího zakladatele. Působil v Pražských novinách a v příloze Česká včela (viz výše), v Národních novinách, které sám založil, a konečně také ve vlastním časopise Slovan.
- Pražské noviny – V tehdejší době to byl jediný česky psaný list. Právě v příloze Česká včela vyšel i článek, v němž Havlíček kritizoval Josefa Kajetána Tyla. Na Tylovi mu vadilo také to, že vlastenectví uznával jako prakticky jediné téma tehdejší literatury. Do těchto novin Havlíček psal také politické články.
- Národní noviny – Po práci v Pražských novinách, z nichž se následně stal provládní list, se Havlíček rozhodl založit list nový, a to rovnou deník. Měl zde i satirickou přílohu Šotek. Snažil se noviny co nejvíce politizovat a vést čtenáře k národnímu uvědomění a češtině, vysvětloval zde například rozdíly mezi politickými systémy, v čem spočívají jednotlivé politické funkce a také zde kritizoval absolutismus, což nakonec vedlo k zákazu.
- Slovan – Časopis, ve kterém se opět snažil o politickou osvětu. Nakonec Havlíček časopis dobrovolně zastavil.
- Obrazy z Rus (1843–1846) – Cestopis, který je též první českou realistickou studií o tom, jak se v té době žilo v Rusku. Havlíček zde chválí hlavně vztah k náboženství, ale „proti srsti“ mu byl ruský vztah k alkoholu a také kontrast v sociální otázce obyvatelstva – bojaři kontra obyčejný lid.
- Epištoly kutnohorské (1850) – kritika církevní hierarchie sloužící nastupujícímu neoabsolutismu.[32]
- Duch Národních novin (1851) – výbor novinových článků z období působení Karla Havlíčka Borovského v Národních novinách.

V pohledu na ekonomii zastával Karel Havlíček Borovský pozici klasického liberalismu. Byl pro svobodný obchod, proti clům a odmítal nekryté papírové peníze.

### Literární kritika
- Kapitola o kritice (1846) – V tomto díle Havlíček popisuje hodnocení autorů a děl v českých zemích. Ohrazoval se proti přílišnému vlastenčení bez činu a „hospodské“ kritice, která je pro český národ typická. Tvrdil zde, že autorů je příliš mnoho a většina z nich nemá talent. Jejich úspěch prý tkvěl právě jen ve vlastenectví, nikoliv umělecké formě. Avšak celé dílo je psáno humornou formou. Tímto dílem položil základy pro budoucí literární kritiku.
- O literatuře (1855) – knižní soubor původně časopisecky zveřejněných článků.

### Beletrie
- Křest svatého Vladimíra (rukopis: 1852–1855, vydáno 1877, torzo) – příběh boha Peruna (slovanský bůh hromu). Car chtěl, aby mu na jeho svátek Perun zahřměl na oslavu, Perun to odmítl splnit. Havlíček zde ironizuje moc státního aparátu, který může poroučet i bohu. Car dal Peruna chytit a utopit... a svět se nezměnil: „Ale svět je pořád stejný, lidé ho nezmění, plivni si stokrát do moře, ono se nezpění.“ Dílo nebylo dokončeno, je psáno velmi čtivým, hovorovým, místy vulgárním jazykem.
- Epigramy (1845) – krátké pointované veršované skladby. Většinou se jedná o kritiku, parodii či satiru.
- Tyrolské elegie (1852, vydáno 1861) – název „elegie“ (tj. nářek, žalozpěv) je ironickou nadsázkou; dílo je humorným a satirickým popisem Havlíčkova zatčení a internace v Brixenu v Tyrolsku. Kritizuje policii, společenský systém. Objevují se zde satirické, lyrické a ironické prvky. Celé dílo je psáno v pravidelných rýmovaných čtyřverších.
- Král Lávra (1854) – alegorická satirická skladba, jejímž námětem je stará irská pohádka o králi s oslíma ušima, přizpůsobená českému prostředí.

### Charakterizace poezie
Slovy sociologa Emanuela Chalupného: „Od chvíle, kdy dvaadvacetiletý Havlíček v Moskvě ´nalezl sám sebe´, neznáme od něho ... ani jediného verše, který by nebyl satirický nebo žertovný.“   „Jsa rozený dynamik, vyzná se v efektu postupného zesilování tónu, ... Kde nestačí ani to, stupňuje účinek ještě jinak: buď překvapí novou myšlenkou v proudu děje, nebo dokonce ji přiřadí k předchozímu líčení tak, že z něho vyplývá a přec oslní novotou – zkrátka nadhodí myšlenku, provede prvou část periody, ale již v druhé části překvapí novotou nebo třetím nápadem vloženým jako mimochodem do prvých dvou, a tak jiskry jeho vtipu srší, až oslňují, obrazy dopadají tak rychle a pádně, že nemáte ani kdy je zkoumat a sotva stačíte jejich letu.“

### Jiné aktivity
- V roce 1846 Havlíček navštívil litoměřický biskupský hřbitov, kde se zhrozil, že není nijak označen hrob Karla Hynka Máchy. Zasadil se o vytvoření náhrobku, který je dnes na pražském Vyšehradě.[37]
- V roce 1848 navrhl Karel Havlíček přejmenování pražského Koňského trhu na Václavské náměstí[38] a Dobytčího trhu na Karlovo náměstí a zasadil se o ně.
- Neúspěšně se zasazoval o zřízení první české průmyslové školy.[39]

## Politické postoje
Komentované citáty Karla Havlíčka Borovského vztahující se k jeho politickým postojům naleznete na 
Karel Havlíček Borovský zastával liberální názory, obhajoval práva jako je svoboda a rovnoprávnost národů, především slovanských. Byl zastáncem federalizace Rakouského císařství. Byly pro něj proto charakteristické (v průběhu času se vyvíjející) následující politické postoje:
- Antiklerikalismus – I když pobýval v katolickém kněžském semináři, jeho postoj k církvi se změnil v roce 1849 poté, co církev setrvávala v podpoře absolutismu.[41]
- Odpor k absolutismu, podpora federalizace – Havlíček se domníval, že převaha příznivců federalizace povede k uskutečnění tohoto cíle[42]
- Austroslavistický postoj – Havlíčkův austroslavismus vznikl po zkušenostech z pobytu v Rusku, jako protiklad ke Kollárovu panslavismu[43]
- Požadavek české národní svébytnosti – s tím souvisel odpor proti myšlence zapojit česká území do sjednoceného Německa (viz Frankfurtský sněm)[44]
- Odpor k revoluci – Havlíček vycházel z názoru, že pokrok se děje postupně a byl proti násilné revoluci[45]
- Vzdělanost – Vzdělanost považoval Havlíček za základ demokratické společnosti[46]

## Památka

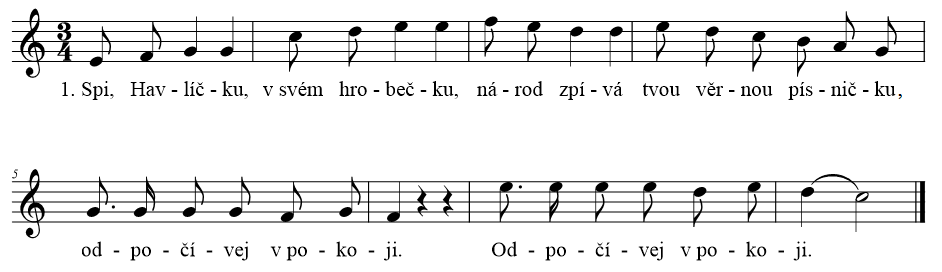
Vlastenecká píseň Spi, Havlíčku

Nedlouho po Havlíčkově smrti začali čeští vlastenci kolem jeho osobnosti budovat kult národního mučedníka. Jeho ranou manifestací byla oslavná vlastenecká píseň Spi, Havlíčku, která se rychle zařadila po bok dalších známých národních písní jako Hej, Slované nebo Kde domov můj. Zpívána byla již při příležitosti první národní pouti do Borové 19. srpna 1862. Další podobné pouti se konaly i v následujících letech.

### Pomníky

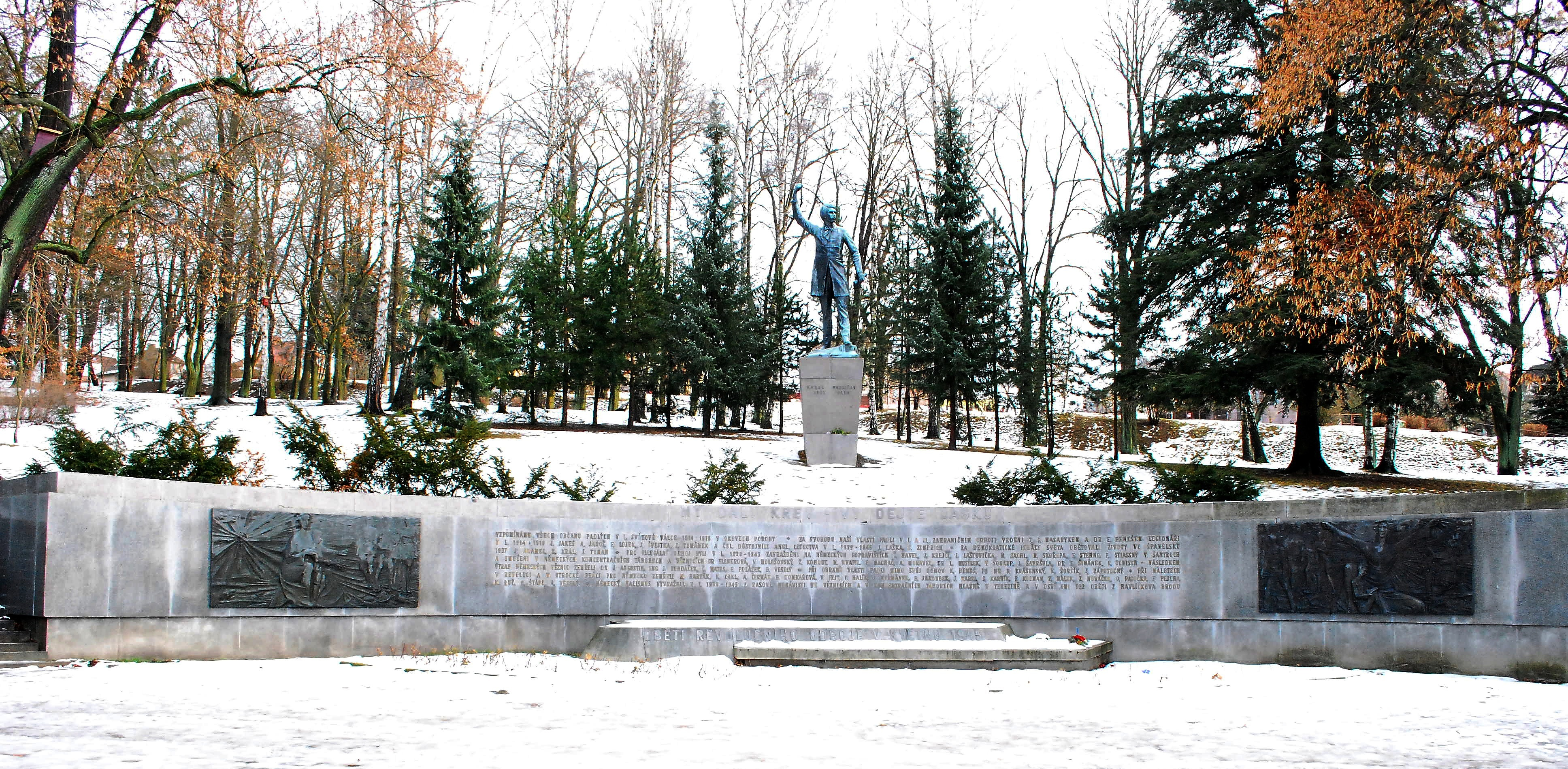
Karel Havlíček Borovský, pomník Havlíčkův Brod

Známým zpodobením Karla Havlíčka je jeho socha z hořického pískovce od Josefa Strachovského, která je od roku 1883 před Vlašským dvorem v Kutné Hoře. Další autorské pískovcové kopie této sochy byly vytvořeny pro Vysoké nad Jizerou (v roce 1891) a Havlíčkovu Borovou (v roce 1901). V roce 1911 vznikly podle původního originálu dva bronzové odlitky, jeden je umístěn na Havlíčkově náměstí v Praze na Žižkově, druhý v Chicagu. Další pomníky jsou např. v Jedovnicích (František Voleský, 1900), v Jičíně (Jindřich Říha, 1906) nebo v Prostějově (Julius Pelikán, 1921).
Z historické budovy Národního muzea byl z panteonu osobností Karel Havlíček Borovský odstraněn v roce 2018.

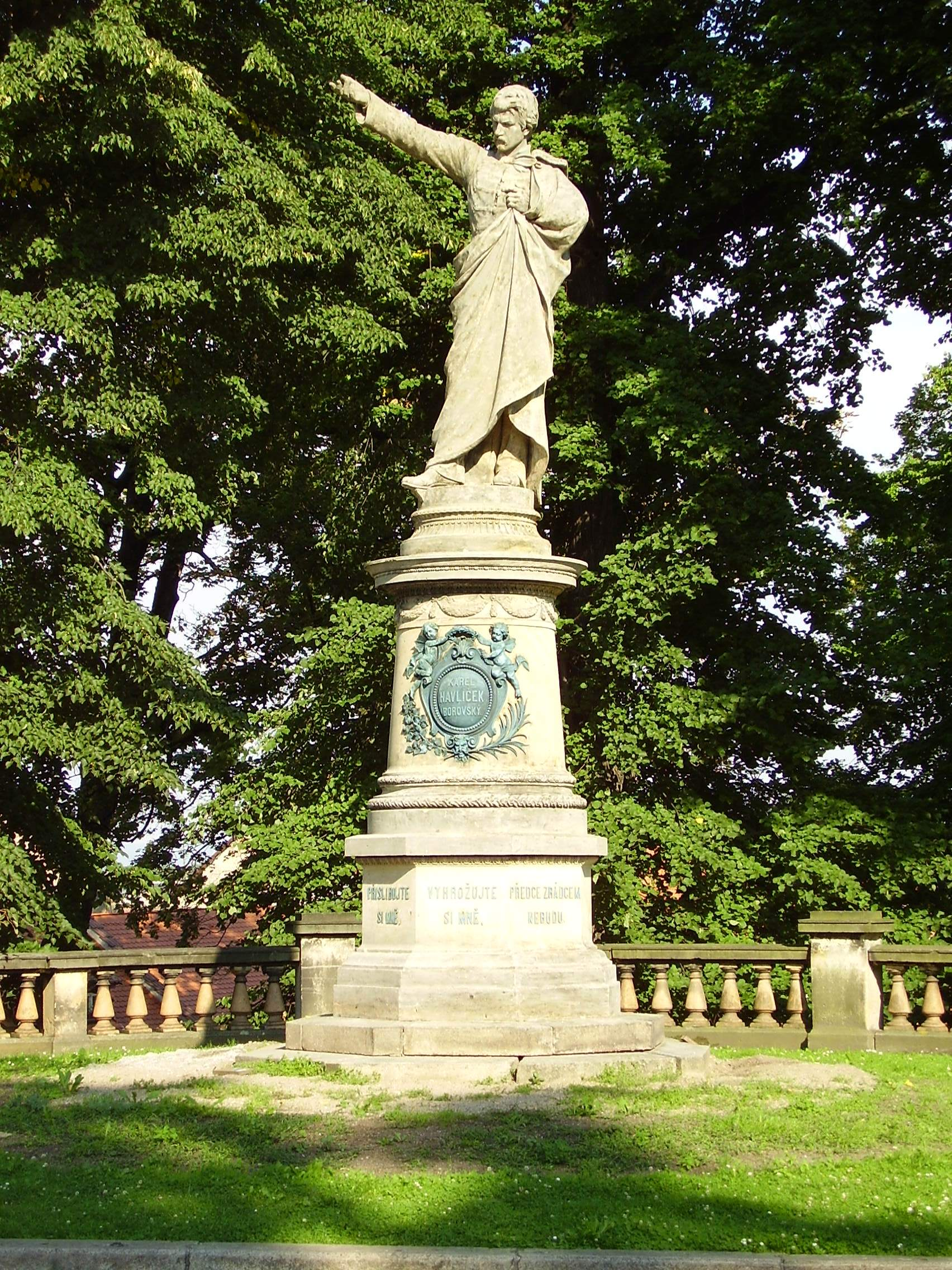
Kutná Hora, 1883
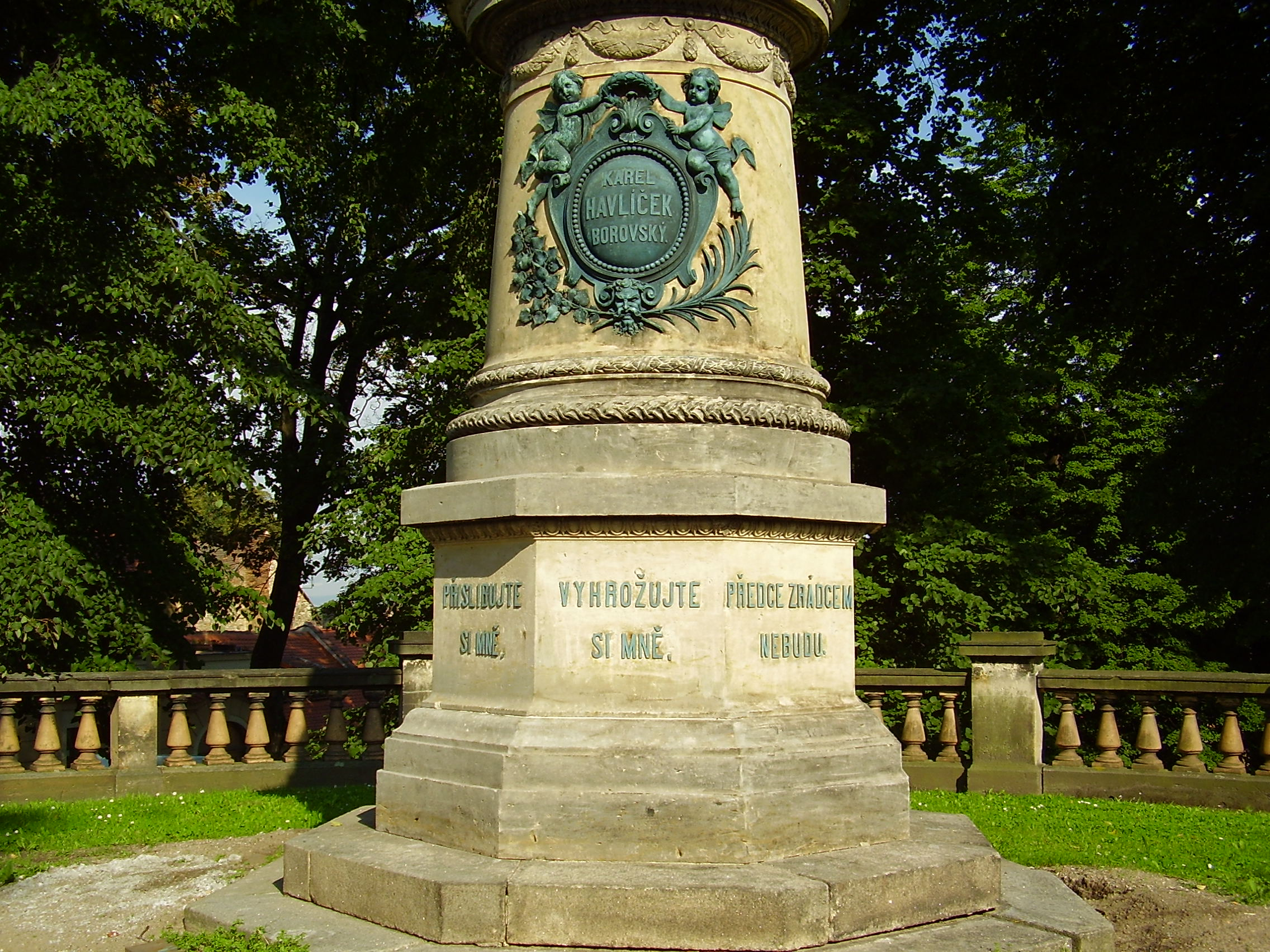
Podstavec pomníku v Kutné Hoře
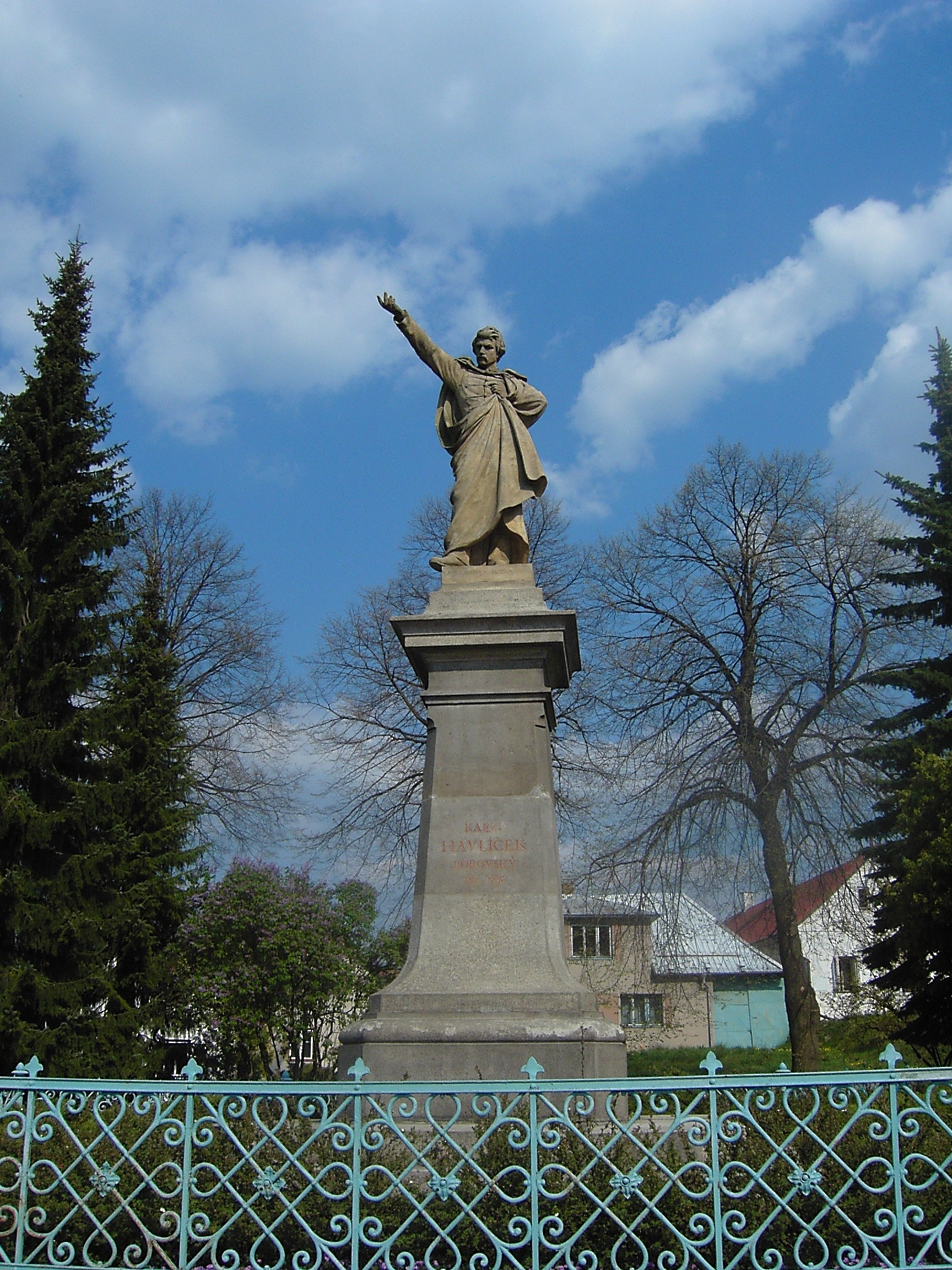
Havlíčkova Borová, 1901
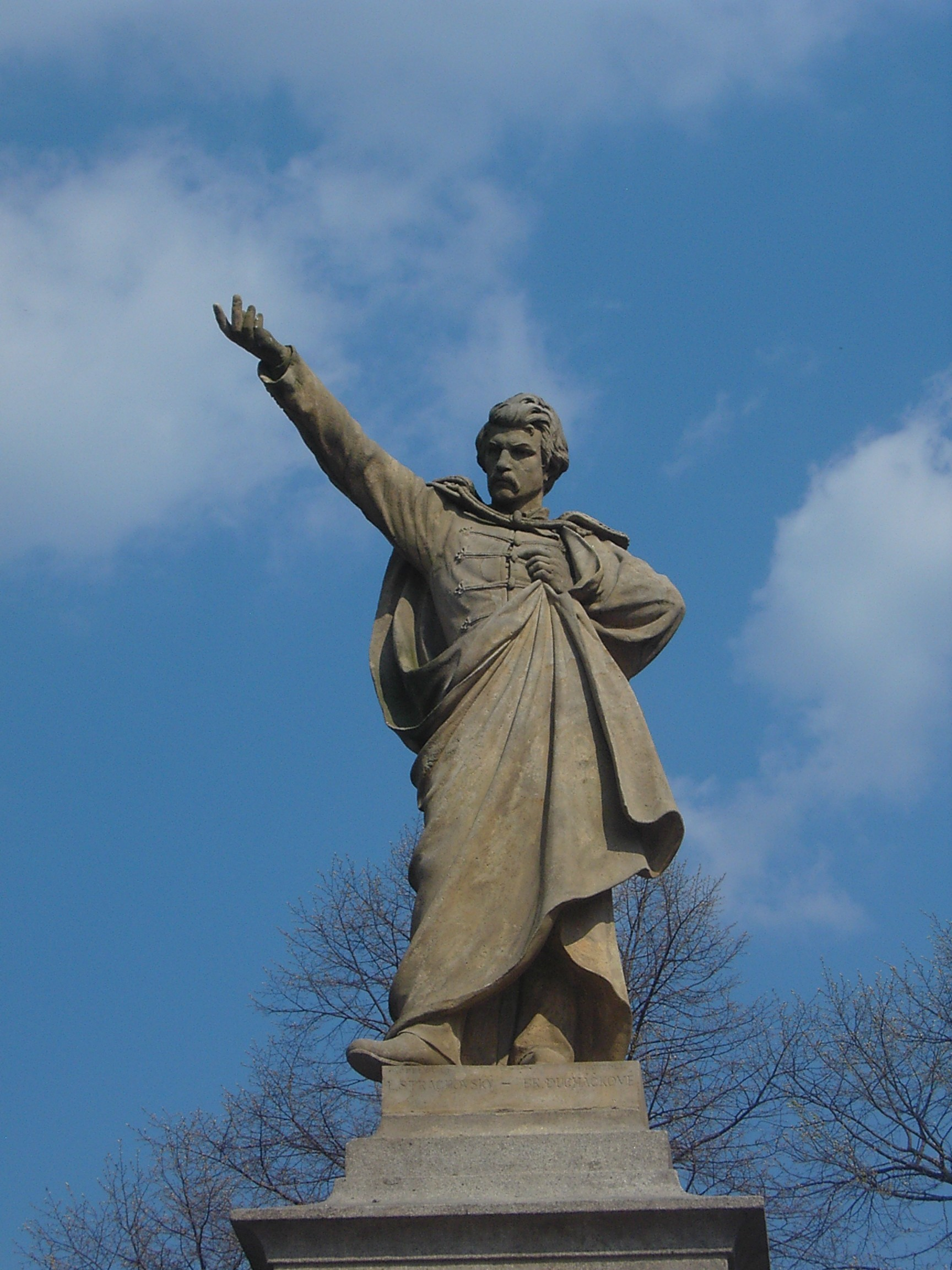
Havlíčkova Borová
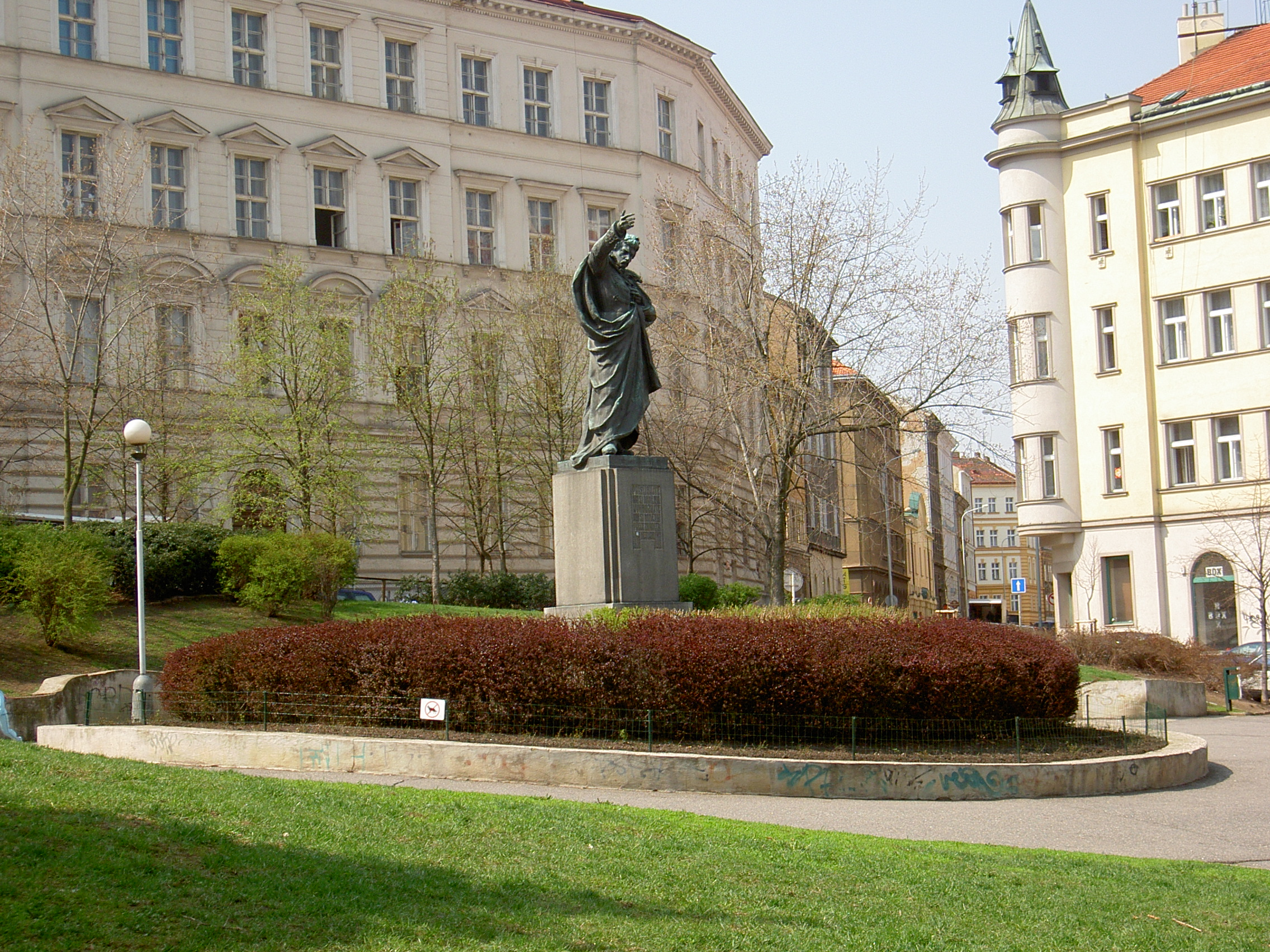
Havlíčkovo náměstí, Žižkov, 1911
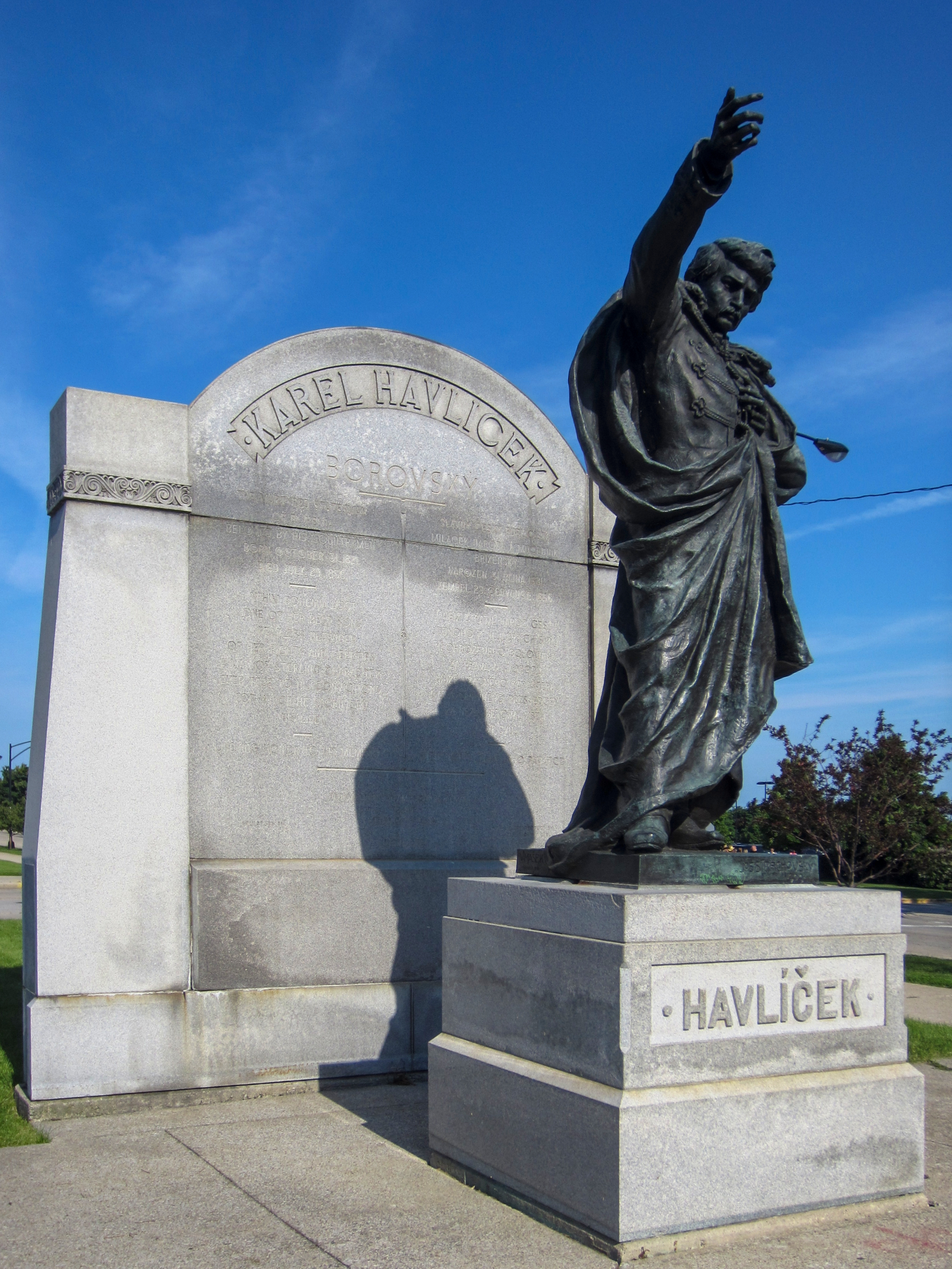
Chicago, 1911
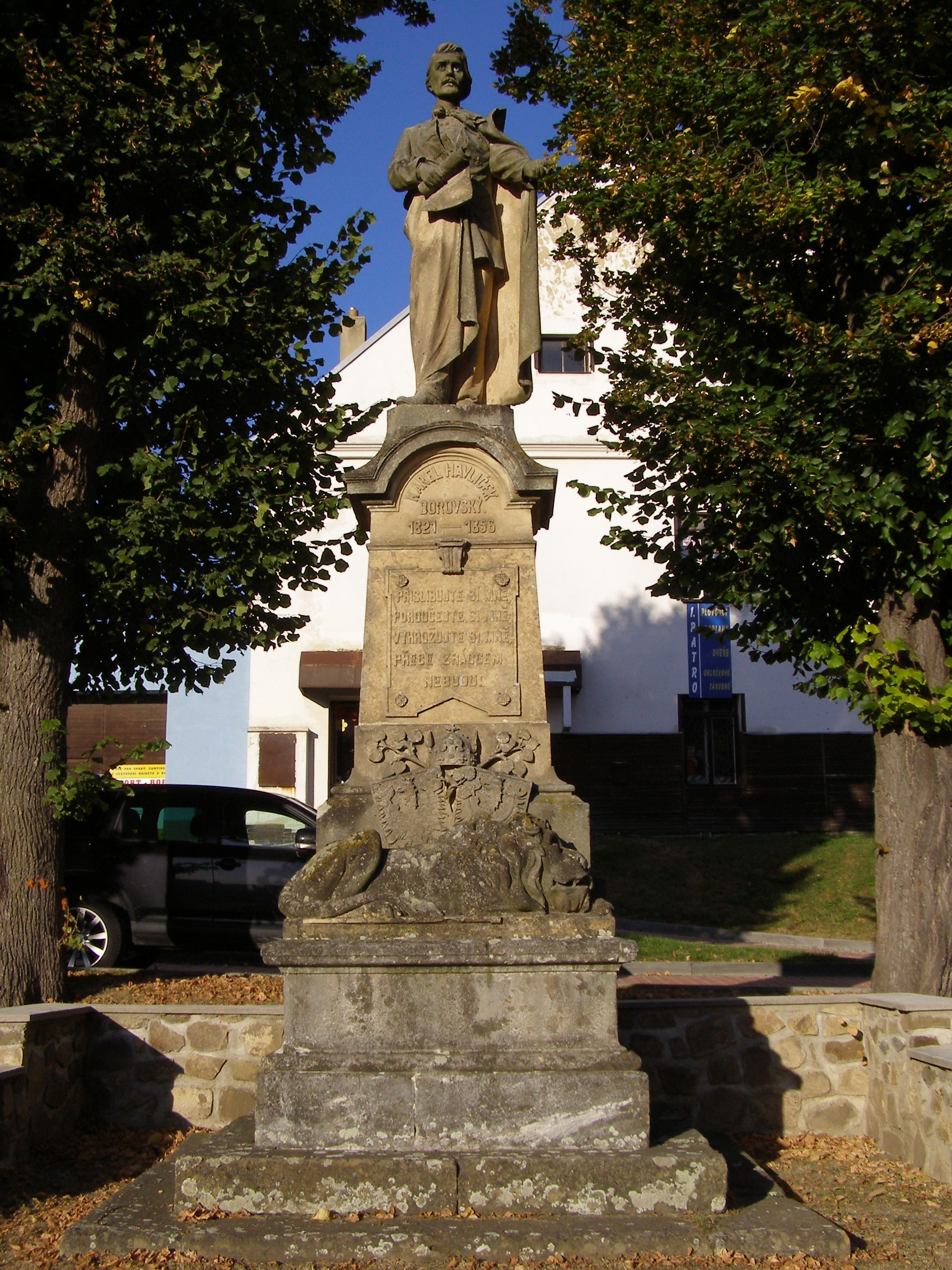
Jedovnice (první Havlíčkův pomník na Moravě), 1900
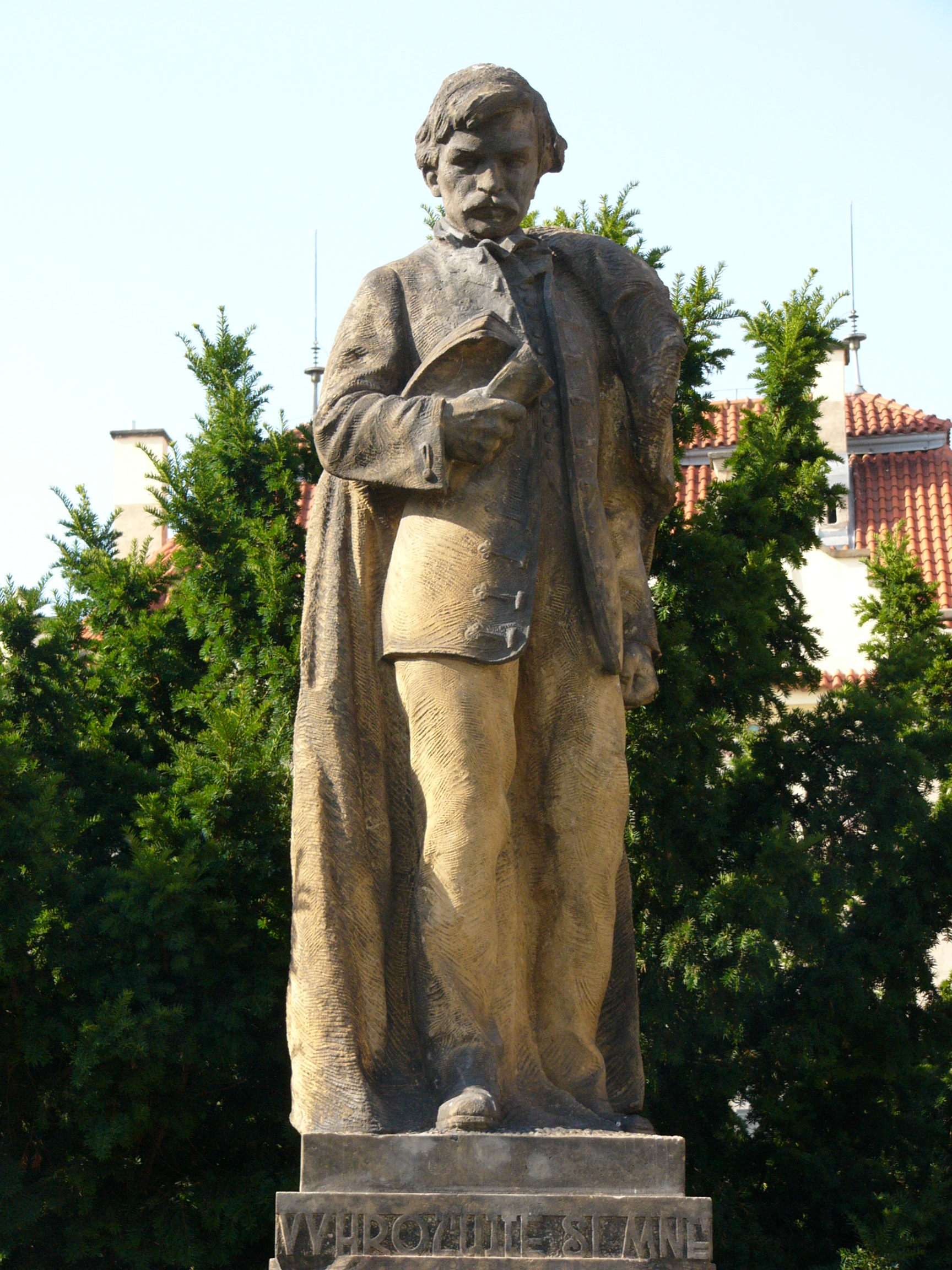
Prostějov, 1921

### Odkaz v první světové válce
V roce 1918 byl 1. československý záložní pluk Husitský Československých legií v Rusku přejmenován na 9. střelecký pluk Karla Havlíčka Borovského. V roce 1920 byl po návratu do vlasti a unifikaci tento pluk přejmenován na pěší pluk 9 Karla Havlíčka Borovského. 

### Odkaz v zeměpisném názvosloví
Jakýmsi vyvrcholením kultické úcty prvních sta let po Havlíčkově smrti se stalo pojmenování hned dvou obcí jeho jménem – nejprve v roce 1945 přejmenování okresního města Německého Brodu na Havlíčkův Brod, poté v roce 1949 jeho rodného městečka Borová na Havlíčkova Borová. Žádnému jinému českému umělci se nedostalo takové pocty.
Je po něm také pojmenována řada náměstí (např. Havlíčkovo náměstí v Praze na Žižkově) a ulic (např. Havlíčkova, rovněž v Praze, kde v domě č. 3 zemřel). Jeho jméno nesou i Havlíčkovy sady.

### Odkaz v socialistickém Československu
V letech 1988 a 1989 působilo v Havlíčkově Brodě a okolí neoficiální protikomunistické hnutí pojmenované Havlíčkova mládež, hlásící se k odkazu Karla Havlíčka. Činnost spolku spojovala odpor proti komunistickému režimu s prvky studentské recese a uměleckého happeningu. Po sametové revoluci spolek zanikl.

### Poštovní známka
V roce 1946 vyšla poštovní známka s Havlíčkovým portrétem. Návrh i rytí provedl Jindra Schmidt.